# چرا افغانستان (فیلم)
چرا افغانستان (عربی: أفغانستان لماذا) فیلم ناتمامی است که در ۱۹۸۴ به کارگردانی عبدالله المصباحی در مراکش شروع به ساخت شد ولی کامل نشد. این فیلم به اشغال افغانستان از سوی شوروی پرداخته و با حضور چندین بازیگر سرشناس عرب و خارجی ساخته شده است؛ از جمله ایرن پاپاس بازیگر یونانی، عبدالله غیث و سعاد حسنی دو بازیگر فقید مصری، و همچنین بازیگر اسکاتلندی شان کانری. با این حال، فیلم از نمایش عمومی منع شد و در آرشیو مرکز سینمایی مراکش باقی ماند.
این فیلم در مناطق تطوان، المضیق و شفشاون در کشور مراکش فیلم‌برداری شده است.
این فیلم بازیگران دیگری مانند حمیدو بن‌مسعود(فرانسوی)، بازیگر ایتالیایی جولیانو جما، محمد حسن الجندی و بازیگر فرانسوی مارسل بوزوفی را هم در خود داشت.

## داستان فیلم
داستان فیلم که به قلم عبدالله المصباحی نوشته شده، پیرامون یک استاد دانشگاه می‌گشت – که نقش او را عبدالله غیث ایفا می‌کند – که در دانشگاه کابل تدریس می‌کرد و با اشغال افغانستان توسط شوروی مخالفت ورزید. او آشکارا استعمار را محکوم کرد و آن را حمله‌ای به آزادی یک ملت صلح‌طلب می‌دانست. این دیدگاه او با خشونت بی‌رحمانه اشغال‌گران نیز تأیید می‌شد؛ اشغال‌گرانی که در آزار و اذیت مردم افغانستان افراط کرده و احساسات آنان را با بی‌حرمتی به مقدساتشان، از جمله سوزاندن آشکار قرآن کریم، جریحه‌دار می‌کردند.
در واکنش به این خشم و ستم، استاد دانشگاه تصمیم می‌گیرد گروهی از شهروندان را گرد هم آورد و از آن‌ها می‌خواهد کابل را ترک کرده و به پیشاور، واقع در مرز پاکستان، رفتند. در مسیر حرکت، این استاد پیام خود را برای مقابله با اشغال‌گران گسترش می‌داد، و در مدت زمانی کوتاه، این گروه کوچک به نیروی بزرگی تبدیل شد که صدها هزار نفر را دربرمی‌گرفت؛ کسانی که تصمیم گرفته بودند با شوروی‌ها مقابله کرده و آن‌ها را از سرزمین‌شان بیرون برانند.
اما دیری نپایید که اختلافات میان خود افغان‌ها شعله‌ور شد؛ هر گروهی می‌خواست قدرت را در دست بگیرد و حرف اول و آخر را بزند. 
در سوی دیگر ماجرا، نقشی از یک دختر وجود دارد – با بازی سعاد حسنی – که علیه سنت‌های جامعه‌اش طغیان کرده و از افراط‌گرایی دینی بیزار است. او با شدت از تسلیم‌شدن در برابر چهره‌ی جدیدی که جامعه به خود گرفته، امتناع می‌ورزید. 

### سرانجام
برنامه ساخت فیلم تنها حدود ۷۰٪ پیش رفت، و دلیل آن مشکلات عظیم تولیدی بود. همچنین به دلیل مسائل سیاسی، نمایش این فیلم ممنوع شده و تا اکنون ادامه دارد. حلقه اصلی فیلم از آن زمان تاکنون در آرشیو مرکز سینمایی مراکش باقی مانده است.